# Junzano

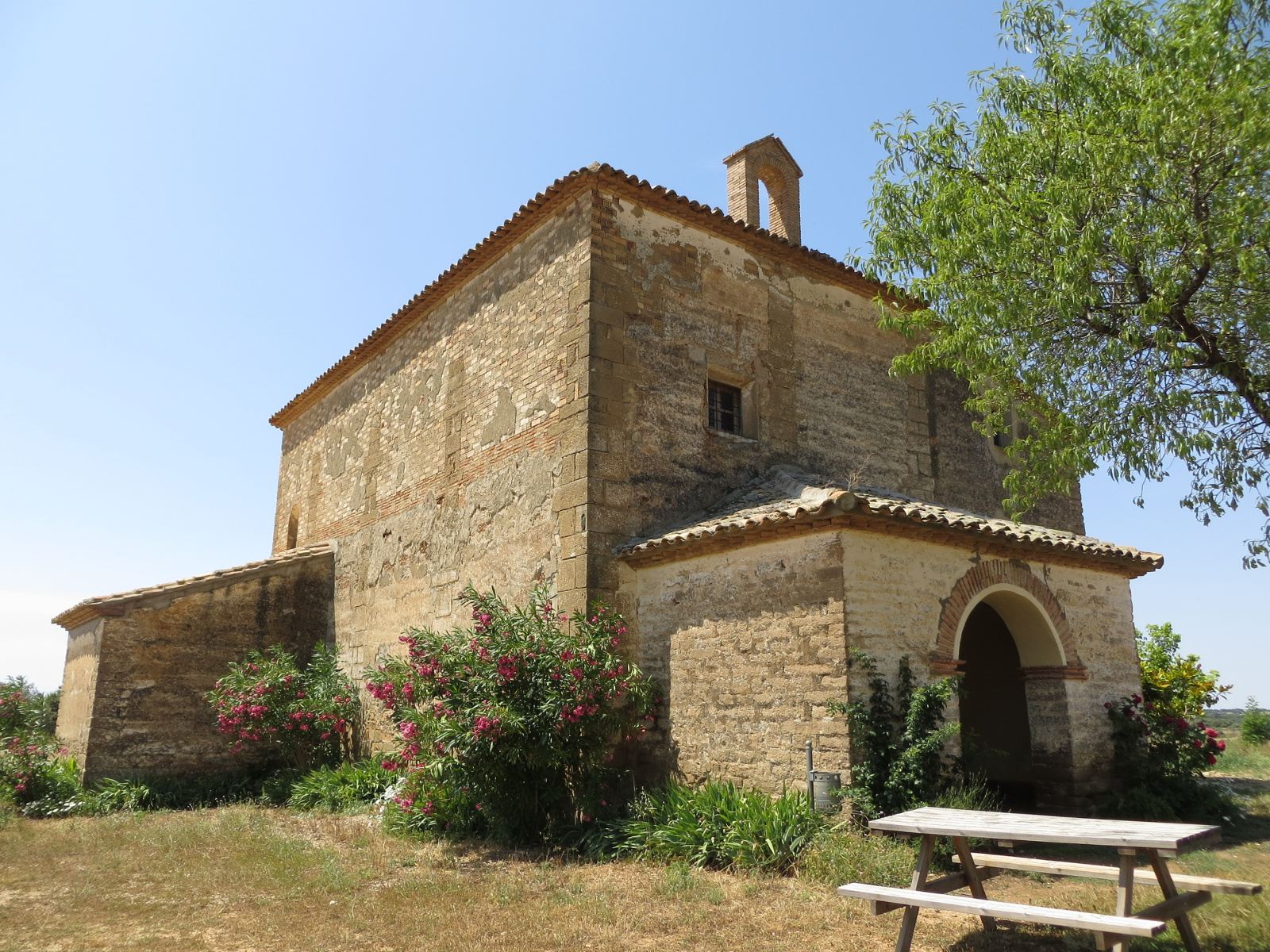
Ermita de Torrulluelas

Junzano (Chunzano en aragonés) es una localidad de la comarca Hoya de Huesca que pertenece al municipio de Casbas de Huesca en la Provincia de Huesca. Su denominación procede del nombre romano de persona Junius y está situada en una hondonada en la margen derecha del río Alcanadre a 25 km al este de Huesca. Se accede desde Angüés por la carretera A-1228.

## Historia
- La primera mención es entre enero y febrero de 1104, en la concordia realizada por el obispo de Huesca y el abad de Montearagón (UBIETO ARTETA, Cartulario De Montearagón, n.º 38)
- En el año 1375 era de la abadesa de Casbas (LEDESMA, Actas del proceso,p.144)
- En el año 1414 era del monasterio de Casbas (ARROYO, División,p.100)
- En el año 1566 era de la orden del Hospital (DURÁN, Un informe,p.295)
- En el año 1845 tenía 35 casas, 14 vecinos y 87 almas (MADOZ)
- 1960-1970 se une a Casbas de Huesca

## Geografía humana

### Demografía
| Gráfica de evolución demográfica de Junzano entre 1842 y 1960 |
| |
| Población de derecho según los censos de población del INE Población de hecho según los censos de población del INEEntre el censo de 1970 y el anterior, este municipio desaparece porque se integra en el municipio 22081 (Casbas de Huesca) |

## Monumentos
- Iglesia parroquial dedicada a la Transfiguración del Señor
- Ermita de Nuestra Señora de Torrulluelas